# Krynytchna
Krynytchna (en ukrainien : Кринична, en russe : Криничная, Krinitchnaïa) est une commune urbaine de l'est de l'Ukraine, dans l'oblast de Donetsk, et dépendant du raïon de Donetsk, dans la région minière et industrielle du Donbass. La commune était peuplée en 2019 de 4476 habitants.

## Géographie
La commune est assise sur le Plateau du Donets, à 251 mètres d'altitude. Elle est jouxtée à l'ouest par le Canal Siversky Donets-Donbass, qui relie la rivière Donets au fleuve Kalmious. Ce canal alimente en eau potable une part du Donbass ainsi que les nombreuses industries de la région.
Elle se trouve à 21 kilomètres au nord-est de la ville de Donetsk.